# Kuppahalli, Hassan
Kuppahalli là một làng thuộc tehsil Hassan, huyện Hassan, bang Karnataka, Ấn Độ.